# Dworzec autobusowy Jana III Sobieskiego

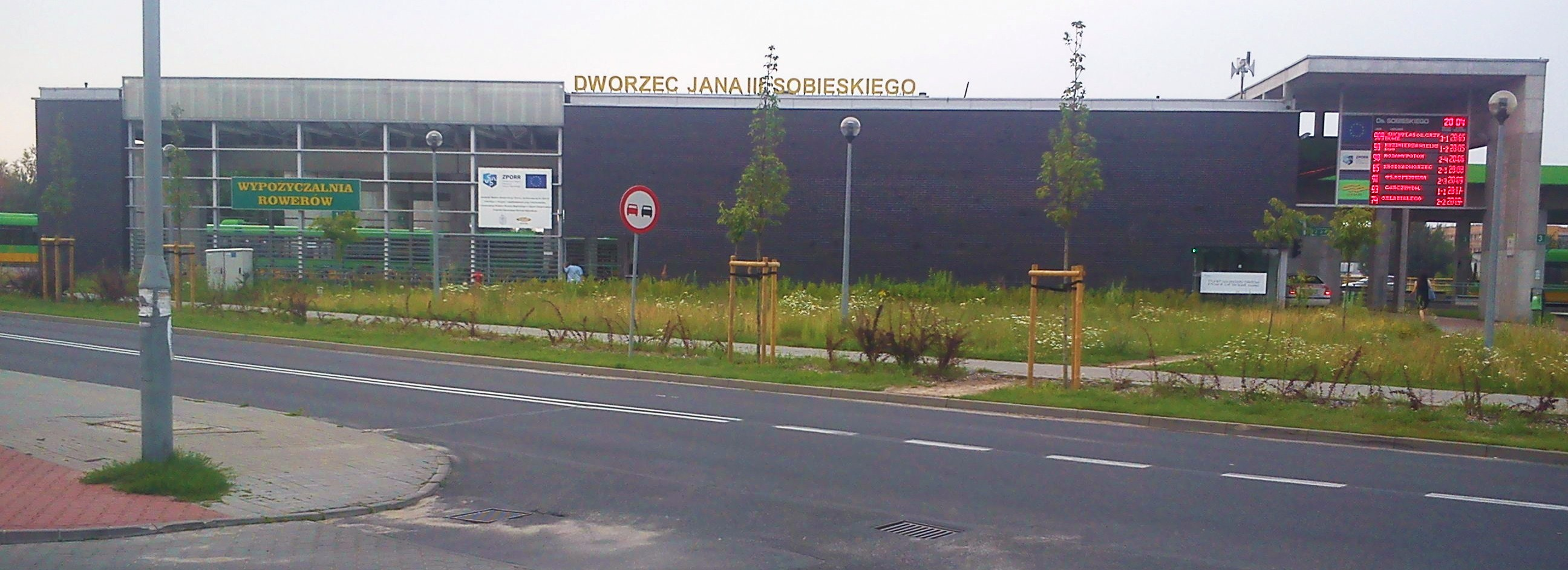
Widok ogólny

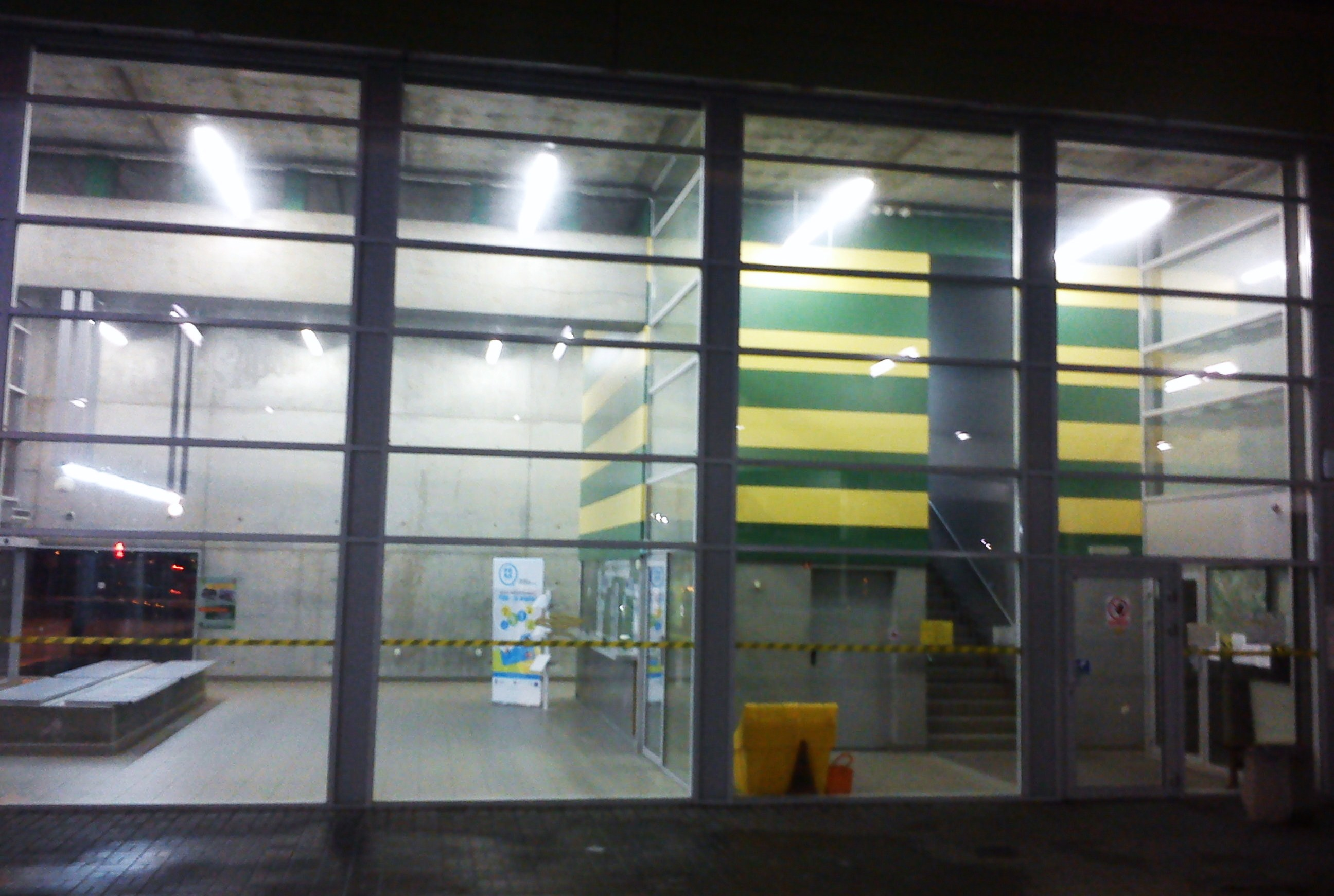
Surowa architektura wnętrza

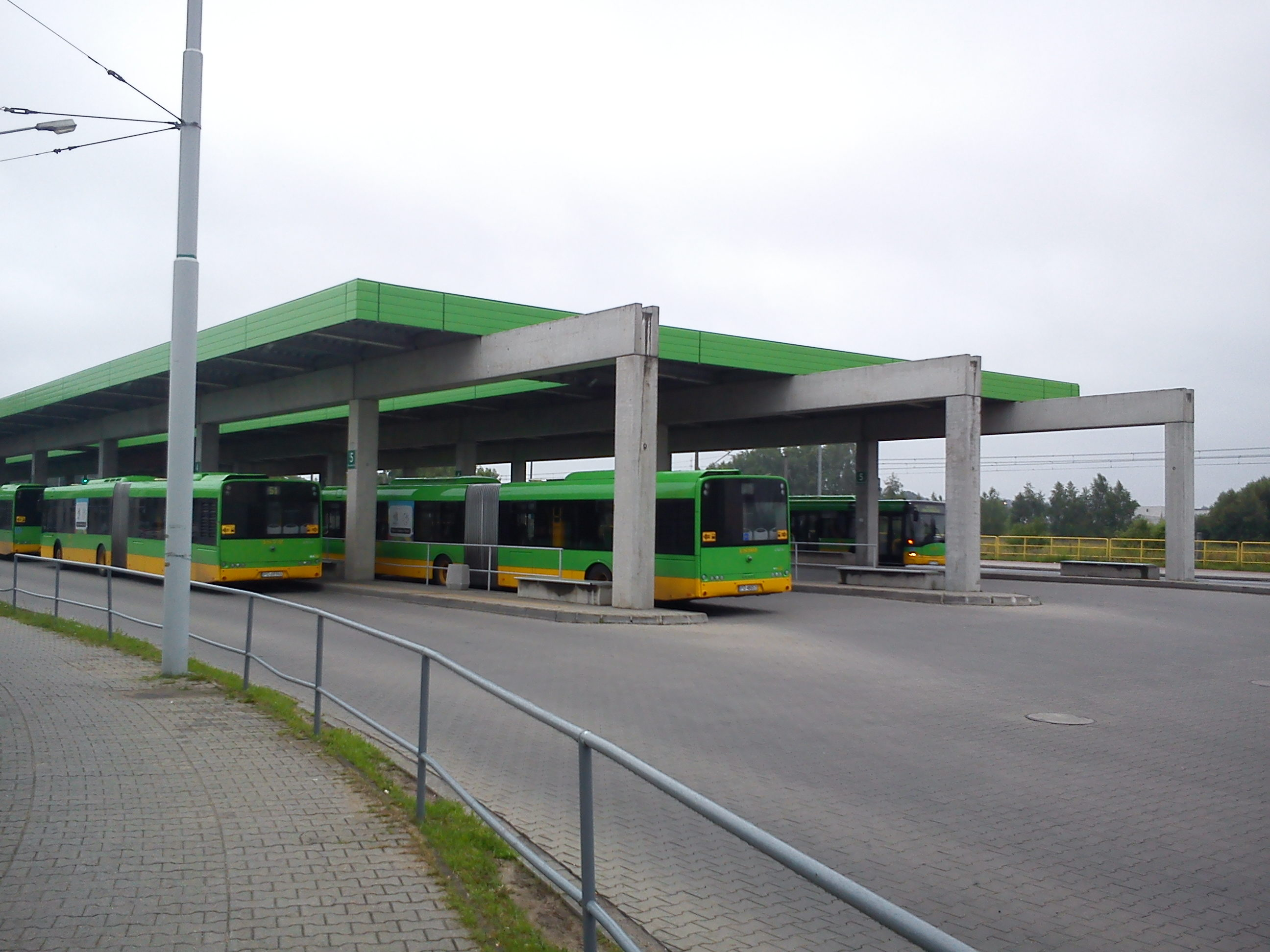
Perony

Dworzec autobusowy Jana III Sobieskiego – dworzec miejskiej komunikacji autobusowej w Poznaniu. Znajduje się pomiędzy obwodnicą kolejową a pętlą Poznańskiego Szybkiego Tramwaju na Os. Jana III Sobieskiego. 

## Budynek dworca
Neomodernistyczny dworzec został otwarty w listopadzie 2007 roku. Budowa dworca trwała półtora roku. Koszt budowy to 11 milionów złotych. Połowa tej sumy pochodziła z unijnego Zintegrowanego Programu Operacyjnego Rozwoju Regionalnego. Budynek jest zabezpieczony przed powodziami. Powstały trzy ekrany wyciszające dla komunikacji autobusowej i dla tramwajowej. Na dworcu znajduje się 10 stanowisk postojowych dla autobusów miejskich i 5 dla autobusów podmiejskich. Na terenie dworca znajduje się wypożyczalnia rowerów (sto pojazdów) z miejscem postojowym na rowery prywatne.
Brutalistyczna, modernistyczna architektura obiektu, stanowiąca bardzo purystyczną wizję estetyczną, spowodowała wiele negatywnych reakcji mieszkańców Poznania na tego rodzaju propozycję i zebrała liczne głosy krytyczne. Wśród osób niezadowolonych z formy obiektu znalazł się m.in. prezydent Poznania – Ryszard Grobelny. Niezależnie od powyższego obiekt był nominowany do nagrody architektonicznej PYRAmida 2007, w kategorii Obiekty użyteczności publicznej.

## Zabudowa
Źródło
- powierzchnia działki: 25 122 m²
  - plac manewrowy, jezdnie i chodniki: 21 011 m²
  - zieleń: 3 487 m²
  - budynek dworca: 623,3 m²
    - powierzchnia użytkowa: 307,37 m²
    - kubatura: 2 040 m³
    - kondygnacje: niepełne 2

## Linie autobusowe
| linia             | trasa |
| linie dzienne     | linie dzienne |
| ----------------- | --- |
| 169               | |
| 174               | OS. SOBIESKIEGO – Smoleńska – Szymanowskiego – Opieńskiego – Umultowska – Połabska – al. Solidarności – Murawa – Słowiańska – Szelągowska – Garbary – Strzelecka – Królowej Jadwigi – Most Królowej Jadwigi – Krzywoustego – Rondo Rataje – Zamenhofa – Krucza – Orla – Pawia – Inflancka – Kurlandzka – Obodrzycka - Unii Lubelskiej - UNII LUBELSKIEJ (powrót: UNII LUBELSKIEJ – ... – Królowej Jadwigi – Strzelecka – Kazimierza Wielkiego – Mostowa – Wielka – Garbary – ... – OS. SOBIESKIEGO) przystanki: OS. SOBIESKIEGO – Os. Sobieskiego (← OS. SOBIESKIEGO; przystanek na ul. Smoleńskiej) – Szymanowskiego – Opieńskiego – Os. Batorego – Os. Batorego Pływalnia – Strugarka – Stoińskiego – Sarmacka – Umultowska – Wiktoria – Połabska – Rondo Solidarności – Os. Pod Lipami – Wójtowska (← OS. SOBIESKIEGO) – Wilczak – Winogrady n/ż – Garbary PKM – Grochowe Łąki – Małe Garbary – Wielka (← OS. SOBIESKIEGO) – Grobla (→ OS. ORŁA BIAŁEGO) – plac Bernardyński (→ OS. ORŁA BIAŁEGO) / Kazimierza Wielkiego (← OS. SOBIESKIEGO) – Most św. Rocha (← OS. SOBIESKIEGO) – Mostowa (← OS. SOBIESKIEGO) – AWF – Serafitek – Rondo Rataje – Os. Piastowskie – Os. Rzeczypospolitej – Os. Bohaterów II Wojny Światowej – Os. Armii Krajowej – Os. Stare Żegrze – Os. Orła Białego II – Sarbinowska n/ż - Obodrzycka n/ż - Falista - UNII LUBELSKIEJ |
| 185               | OS. SOBIESKIEGO – Stróżyńskiego – Szeligowskiego – Szymanowskiego – Stróżyńskiego – Jaroczyńskiego – Wojciechowskiego – Kurpińskiego – Wiechowicza – Umultowska – Lechicka – Murawa – Serbska – Lechicka – Most Lecha – Bałtycka – Gdyńska – Główna – Zawady – Podwale – Rondo Śródka – Jana Pawła II – RONDO ŚRÓDKA (powrót: RONDO ŚRÓDKA – Wyszyńskiego – Rondo Śródka – Podwale – ... – OS. SOBIESKIEGO) przystanki: OS. SOBIESKIEGO – Szeligowskiego n/ż – Szymanowskiego - Os. Zygmunta Starego – Wieża RTV – Os. Jagiełły – Os. Chrobrego – Wojciechowskiego – Kurpińskiego – Kurpińskiego – Sarmacka – Umultowska n/ż – Estońska n/ż – Os. Wichrowe Wzgórze – Os. Kosmonautów – Rondo Solidarności – Serbska – Wilczak/Serbska – Chemiczna n/ż – Bałtycka – Główna – Rynek Wschodni – Studzienna n/ż – Koronkarska – Zawady n/ż – Rondo Śródka – RONDO ŚRÓDKA |
| 188               | OS. SOBIESKIEGO – Stróżyńskiego – Szeligowskiego – Szymanowskiego – Stróżyńskiego – Błogosławionego Marka z Aviano - Morasko - Poligonowa – Meteorytowa – Morasko – Jaśkowiaka – Radojewo – Piołunowa – RADOJEWO (powrót: RADOJEWO – Piołunowa – Podbiałowa – Radojewo – ... – Stróżyńskiego – Szeligowskiego – OS. SOBIESKIEGO) przystanki: OS. SOBIESKIEGO – Szeligowskiego n/ż – Szymanowskiego – Os. Zygmunta Starego - Os. Marysieńki - Wiedeńska (→ Radojewo) – Wietrzna n/ż – Deszczowa n/ż – Szklarniowa n/ż – Morasko Cmentarz n/ż – Morasko Kościół – Morasko n/ż – Morasko Kościół – Morasko Jaśkowiaka n/ż – Os. Lubczykowa Góra – Arnikowa n/ż – Radojewo n/ż (← OS. SOBIESKIEGO) – RADOJEWO |
| 190               | OS. SOBIESKIEGO – Stróżyńskiego – Jaroczyńskiego – Wojciechowskiego – Piątkowska – Słowiańska – Szelągowska – Garbary – Królowej Jadwigi – Bolesława Krzywoustego - RONDO RATAJE (powrót: RONDO RATAJE – Bolesława Krzywoustego – Królowej Jadwigi – ... – OS. SOBIESKIEGO) przystanki: OS. SOBIESKIEGO – Os. Sobieskiego Komisariat n/ż – Wiedeńska – Os. Sobieskiego Szkoła n/ż - (← OS. SOBIESKIEGO) – Os. Marysieńki – Wieża RTV – Os. Jagiełły – Os. Chrobrego – Suszki – Włościańska – Piątkowska – Trójpole – św. Leonarda – Koronna (← OS. SOBIESKIEGO) – Słowiańska – Ozimina – os. Przyjaźni – os. Pod Lipami – Wójtowska (← OS. SOBIESKIEGO) – Wilczak – Winogrady n/ż – Garbary PKM – Grochowe Łąki – Małe Garbary – Wielka (← OS. SOBIESKIEGO) – Grobla – pl. Bernardyński - AWF - Serafitek - Rondo Rataje - RONDO RATAJE (powrót: RONDO RATAJE – Rondo Rataje – Rondo Rataje – Serafitek - AWF - ... – OS. SOBIESKIEGO) |
| 191               | OS. SOBIESKIEGO – Smoleńska – Szymanowskiego – Opieńskiego – Umultowska – Połabska – al. Solidarności – Witosa – Niestachowska – Żeromskiego – Dąbrowskiego – Szpitalna – Bukowska – Bułgarska – Taczanowskiego – Jugosłowiańska – Promienista – OS. KOPERNIKA przystanki: OS. SOBIESKIEGO – Szeligowskiego – Opieńskiego – Os. Batorego – Os. Batorego Pływalnia – Strugarka – Stoińskiego – Sarmacka – Umultowska n/ż – Wiktoria – Połabska – Os. Zwycięstwa – Os. Powstańców Warszawy (← OS. SOBIESKIEGO) – Os. Winiary – Witosa Wiadukt (→ OS. KOPERNIKA) – Witosa Kładka (→ OS. KOPERNIKA) – Wojska Polskiego – Niestachowska – Żeromskiego – Ogrody – Szpitalna – Swoboda – Bukowska I n/ż – Ognik – Rycerska – Marszałkowska – INEA Stadion – Jugosłowiańska – OS. KOPERNIKA |
| 193               | OS. SOBIESKIEGO – Stróżyńskiego – Jaroczyńskiego – Wojciechowskiego – Piątkowska – al. Solidarności – Witosa – Niestachowska – Żeromskiego – Przybyszewskiego – Reymonta – Arciszewskiego – Ściegiennego – Zgoda – GÓRCZYN PKM przystanki: OS. SOBIESKIEGO – Os. Sobieskiego Komisariat n/ż – Wiedeńska – Os. Sobieskiego Szkoła n/ż (← OS. SOBIESKIEGO) – Os. Marysieńki – Wieża RTV – Os. Jagiełły – Os. Chrobrego – Suszki – Włościańska – Piątkowska – Trójpole – Os. Winiary – Witosa Wiadukt (→ OS. KOPERNIKA) – Witosa Kładka (→ OS. KOPERNIKA) – Wojska Polskiego – Niestachowska – Żeromskiego – Żeromskiego – Ogrody - Szpitalna - Swoboda – Bułgarska/Polska n/ż – Kolorowa – Ognik – Rycerska - Marszałkowska - Stadion Miejski - Węgorka n/ż - Rondo Skubiszewskiego - Jawornicka -Os. Kopernika - Trębacka - Ściegiennego - Kordeckiego - Częstochowska n/ż – GÓRCZYN PKM |
| 198               | OS. SOBIESKIEGO – Smoleńska – Szymanowskiego – Opieńskiego – Umultowska – UAM Kampus Morasko – Krygowskiego – UAM OS. RÓŻANY POTOK wybrane kursy: OS. SOBIESKIEGO - Smoleńska – Szymanowskiego – Opieńskiego – Umultowska – Krygowskiego – Dzięgielowa - Naramowicka - Widłakowa - Zagajnikowa - UMULTOWO SZKOŁA przystanki: OS. SOBIESKIEGO – Szymanowskiego – Opieńskiego – Os. Batorego – Os. Batorego n/ż - UAM Kampus (wybrane kursy) – UAM Wydział Fizyki (wybrane kursy) – UAM Kampus – UAM Wydział Geografii – UAM OS. RÓŻANY POTOK wybrane kursy: OS. SOBIESKIEGO – przystanki: OS. SOBIESKIEGO – Szymanowskiego – Opieńskiego – Os. Batorego – Os. Batorego n/ż - UAM Kampus – UAM Wydział Geografii – Kresowa n/ż - UMULTOWO SZKOŁA |
| linie nocne       | |
| 215               | OS. SOBIESKIEGO – Stróżyńskiego – Jaroczyńskiego – Wojciechowskiego – Lechicka – Połabska – al. Solidarności – Księcia Mieszka I – Przepadek – al. Niepodległości – Święty Marcin – Rondo Kaponiera – Święty Marcin – Dworcowa – POZNAŃ GŁÓWNY (powrót: POZNAŃ GŁÓWNY – Święty Marcin – al. Niepodległości – Przepadek – Pułaskiego – al. Armii „Poznań” – Księcia Mieszka I – ... – Stróżyńskiego – Szymanowskiego – Szeligowskiego – OS. SOBIESKIEGO) przystanki: OS. SOBIESKIEGO – Os. Sobieskiego Komisariat n/ż – Wiedeńska n/ż – Os. Marysieńki n/ż – Wieża RTV n/ż – Os. Jagiełły n/ż – Os. Chrobrego n/ż – Suszki n/ż – Włościańska n/ż – Umultowska n/ż – Wiktoria n/ż – Połabska n/ż – Os. Zwycięstwa n/ż – Aleje Solidarności n/ż (→ POZNAŃ GŁÓWNY)- Wyłom n/ż – Księcia Mieszka I n/ż – Słowiańska n/ż – Urbanowska n/ż (→ POZNAŃ GŁÓWNY) – Przepadek n/ż (→ POZNAŃ GŁÓWNY) – Urząd Marszałkowski n/ż – Libelta n/ż (→ POZNAŃ GŁÓWNY) – Zamek n/ż – Towarowa n/ż (→ POZNAŃ GŁÓWNY) – Rondo Kaponiera (→ POZNAŃ GŁÓWNY) – Rondo Kaponiera (przystanek na ul. Dworcowej) – POZNAŃ GŁÓWNY (powrót: POZNAŃ GŁÓWNY – Zamek – Urząd Wojewódzki – Urząd Marszałkowski – Armii Poznań – ... – Wieża RTV – os. Zygmunta Starego – Szymanowskiego – Szeligowskiego – OS. SOBIESKIEGO) |
| linie podmiejskie | |
| 907               | OS. SOBIESKIEGO – Stróżyńskiego – Błogosławionego Marka z Aviano – Mateckiego – Obornicka – Suchy Las/Obornicka – Jelonek/Obornicka – Złotniki/Obornicka – Złotkowo/Obornicka – Złotkowo/Lipowa – Złotkowo/Złota – Złotkowo/Sobocka – Złotkowo/Obornicka – Szosa Poznańska – Golęczewo/Dworcowa – Zielątkowo/Leśna – Zielątkowo/Dworcowa – Chludowo/Dworcowa – Chludowo/Poznańska – CHLUDOWO/SZKOŁA (powrót: CHLUDOWO/SZKOŁA – Chludowo/Poznańska – Chludowo/Szkolna – Chludowo/Rynek – Chludowo/Kościelna – Chludowo/Dworcowa – ... – OS. SOBIESKIEGO) - wyznaczone kursy: OS. SOBIESKIEGO – ... – Złotniki/Obornicka – Złotniki/Łagiewnicka/ – Złotniki/Obornicka – ... – CHLUDOWO/SZKOŁA przystanki: OS. SOBIESKIEGO – Os. Sobieskiego Komisariat n/ż – Wiedeńska – Mateckiego – Łęgowskiego n/ż – Suchy Las/Wiadukt n/ż – Suchy Las/Kościół – Suchy Las/Szkoła – Suchy Las/Konwaliowa – Jelonek/Nektarowa n/ż – Złotniki/Złotnicka n/ż – Złotniki/Łagiewnicka – Złotniki/Pawłowicka – Złotniki/Żytnia n/ż – Złotkowo/Lipowa n/ż (← OS. SOBIESKIEGO) – Złotkowo/Cedrowa n/ż – Złotkowo/Wieś – Złotkowo/Sobocka n/ż – Golęczewo/Obornicka n/ż – Golęczewo/Stacja n/ż – Golęczewo/Szkoła – Golęczewo/Promienista n/ż – Zielątkowo/Las n/ż – Zielątkowo/Świerkowa n/ż – Zielątkowo/OSP – Zielątkowo/Pogodna n/ż – Zielątkowo/Wspólna n/ż – Chludowo/Nad Torem n/ż – Chludowo/Stacja n/ż – Chludowo/Wargowska n/ż – Chludowo/Tysiąclecia n/ż – CHLUDOWO/SZKOŁA - wyznaczone kursy: OS. SOBIESKIEGO – ... – Złotniki/Łagiewnicka – Złotniki/Zielona n/ż – Złotniki/Wieś (przystanek jednokierunkowy) – Złotniki/Zielona n/ż – Złotniki/Pawłowicka – ... – CHLUDOWO/SZKOŁA |